# 交響詩篇AO
《交響詩篇AO》是一部由日本Bandai Entertainment和BONES製作發行的日本動畫作品，是為2005年的電視動畫《交響詩篇》的續篇。本作為同系列作品睽違6年後再次推出的電視動畫。標題中「AO」除了是主角名字，亦有「星海」（ASTRAL OCEAN）的意思。在2012年4月於每日放送開始播放，全24集。
監督繼續由前作京田知己擔當。人物設計亦有沿用前作的吉田健一，但同時加入曾參與《我的妹妹哪有這麼可愛！》原作插畫和動畫人物設計的神崎廣。
根據製作人南雅彥的訪問，兩部作品的設定相通，對比前作比較幻想的世界觀，本作將會更貼近現代生活。

## 故事簡介
2025年4月，一場不堪的災難降臨在沖繩的小島上。而這個本來看似十分和平的島嶼，亦已經在若干年前宣告名義上的獨立，伴隨而來就是與美日中三大強權，以致整個國際之間的多重摩擦。原本和青梅竹馬荒田・奈留輕鬆地駕乘飛行平臺的少年——深井・蒼，就在這個環境下遇上啟動兵器IFO的契機。登上曾辨識其母親的駕駛艙後，等待著他的包括保護世界的任務、充滿迷團的敵人Secrets和隨之相關的珊瑚岩、國際政治上的糾葛，以及一段既是過去又是未來的故事。

## 登場角色

### 藍色世代

#### 前線人員
深井蒼/蒼．薩斯頓（Ao Fukai/Ao Thurston）　CV：本城雄太郎（日本）；雷碧文（台灣）
本作的男主角，為前作男女主角艾蕾卡和蘭頓的兒子。13歳，原定升為國中生。於沖繩的離島—磐戶島與老醫師兼家人的敏雄一同生活。擁有一部以小型客貨車為原型的FP。
後來在機緣巧合下成為Nirvash的專用駕駛員，在第一次駕駛後髮色由墨綠變青，被沖繩人確定是「外來人」後不受歡迎。為了迴避這些目光和尋找失蹤的母親，他毅然加入「藍色世代」，執行各國對抗Secrets的任務。而在國際的交旋之間，他對國際間的是非觀有著越來越模糊的感覺，在了解珊瑚岩、Secret和圖魯斯等人的觀點後更質疑自己全心全力去改變的事情，到頭來會帶來些甚麼。
做事較橫衝直撞，會為了協助他人而肆意違反戰鬥規則，卻又總是在關鍵地方發揮到看穿大局的小聰明。對慘絕人寰的境象尤其敏感，屆時保護他人的心意會特別堅決。孤獨的他有時覺得為父母添了麻煩，抱著嫌惡感。
最後從蘭頓和時空改變等等的事件知道，父親蘭頓和母親艾蕾卡一直都為了他的生存而付出無比代價，並知道生存並不是單純糾正錯誤就可行，而是要懷著感謝的心情。為了報答所有人，他決定要代替母親於11年前帶著石英進入時空縫隙的命運，並用第三次、也是最後一次的石英槍對著Secrets發射，讓2025年的現代跳躍至過去沖繩的珊瑚岩沒有和Secrets爆炸的「未來」。隨後在不停飄流的過程中意外到達某個宇宙的2027年，15歳的他決定賭上遇見「家人」和「朋友」的機會，和Nirvash Neo離別，把握時間飛向沖繩。
諾亞（Noah）　CV：東山奈央
奈留檢到的西表島三趾樹懶，後來跟隨了蒼進入「藍色世代」，不斷跟眾人糾纏。
伊維卡・塔諾維奇（Ivica Tanovic）　CV：後藤哲夫（日本）；曹冀魯（台灣）
「斑衣笛手」的隊長，亦為戰艦Triton的艦長。被布蘭懇請下再戰前線的退休軍人，曾經一度拒絕。
少數知道蒼母親背景的人，眾人中最先理解到艾蕾卡的出處。
主要作為後方支援，但以年紀來說仍有著不錯的行動力。出身於已被政治原因消除的巴爾幹半島國家，從此立譬日後要為了保護所有人而戰。真摯地面對部下，在他們遇上生命危險時十分牽掛。
麗貝卡・海爾斯特羅姆（Rebecka Hallstrom）　CV：中村千繪（日本）；楊凱凱（台灣）
「斑衣笛手」的司令官作戰参謀。容貌端麗，頭腦清晰。
曾經用上骯髒的手段介入部分滲入國際政治的鬥爭，其後慢慢從過去中爬出來，成為伊維卡身邊的重要一員。時刻都在背後思考對策，執行上來總是比一般人敏捷。
芙蕾雅・布蘭（Fleur Blanc）　CV：大橋彩香（日本）；楊凱凱（台灣）
「斑衣笛手」的IFO少女駕駛員。16歲。左撇子。藍色世代社長的獨生女。
有作為優秀的飛行員的自覺和驕傲，認真好勝，但偶爾都彰顯可愛的一面。
過去因事故與母親重傷瀕死，在兩個只能活一個的情況下被選擇，對父親沒幫助母親的事心存憤怒。但是，其後來得悉父親在任務背後的各種支持，對抗的心態亦逐漸軟化。在父親犧牲自己時，她終於表露出日久未見的傷心，毅然在作戰前線的同時，兼任父親的職務。
起初對經常一擊殲滅Secrets的蒼存有對抗和嫉妒的心，不停以前輩的身份自居。後來發現蒼在對抗父親和堅持已見方面跟自己近似，漸漸智趣雙投，成為一隊愉快地爭吵的冤家，亦是眾人關係中最堅穩的。曾因此被愛蓮娜和爸爸懷疑已成為戀人，但本人矢口否認，只是在蒼跟艾蕾卡相遇時還是有點兒吃醋。後來因愛蓮娜也插手於二人關係當中，所以為此吵了一場大架，卻又因此逐漸理解眾人的心態，決定以後都要三人並肩努力。在蒼決意墮入時空縫隙前作為最後一位告別，卻因為聽不到最後一句而在淚水中留著近乎永遠的遺憾。
曾經對瞪羚有一些情結，後來被認為是一種對父親的渴望。
愛蓮娜・皮普爾斯（Elena Peoples）　CV：小見川千明（日本）；許淑嬪（台灣）
「斑衣笛手」的IFO少女駕駛員。
戰鬥時不太明白要考慮什麼，我行我素中締造出不少驚奇。酷愛二次元的亞文化，關鍵時刻時總是把ACG方面代入說話之中。
作為朋友，會親近蒼並一邊旁觀著，後來發現自己也開始喜歡對方。
深信自己是與迷失時空的艾蕾卡有著親子關係並且於5年前被她捨棄，因此孤獨面對陌生情況的她，當時只有順勢盜用某個死者的背景繼續生存。紀錄顯示，愛蓮娜本來是駐守在某個研究設施當中。
當知曉艾蕾卡存在於現代，其情緒便漸漸變得不穩定，期望對拋棄她的人作出報復。她甚至因此而背叛失去權威的「藍色世代」，以本屬金髮女孩小隊的後備機作交易，轉投位高權重的美軍，讓自己可以繼續用軍事力量追逐艾蕾卡。
不過，那段過去只是她憑著腦內零碎的片段作出推斷。以幻靈體出現的艾蕾卡其後證實，自己只是在公元1981年的加勒比海，把愛蓮娜從衝擊性龐大的珊瑚岩爆炸中拯救出來。然後因不想對方踏上迷失時空的旅途，而要在5年前把她遺下。後來在關瑪姬的調查，亦確認愛蓮娜本質確實是1981年事件的失蹤者，本名為「愛倫・布魯克斯（Ellen Brooks） 」。
知道真相的她一度情緒失控，直至蒼等人好好安撫才可以解放多年來的心結，再次回歸「斑衣笛手」。
布魯諾・漢斯（Bruno Hans）　CV：島香裕（日本）；黃天佑（台灣）
「金髮女孩」的隊長，亦為戰艦Medon的艦長。對成員猶如父親。於加勒比海戰役中決定主動攻擊Secrets，隨主艦Medon倒下不敵而亡。
克洛艾・麥卡佛瑞（Chloe McCaffrey）　CV：松浦愛弓（日本）；楊凱凱（台灣）
「金髮女孩」的IFO少女駕駛員。11歳，美芙的妹妹。
小時候因珊瑚岩和Secrets的事故而父母雙亡，後來被「藍色世代」招募作年青隊員，在布魯諾隊長下感受到父愛。
於加勒比海任務中被團轉形Secrets打敗，後來最早甦醒過來。之後和姊姊美芙、瑪姬康復歸隊。
一度認為是自己的作戰計劃害死了布魯諾隊長，但後來蒼以行動證明她的想法並沒有絕對錯誤，結果重新振作。往後當蒼或自己傷痛的時候，對方總會在床邊訴說心事。在掩護「班衣笛手」的作戰中亦作為最積極的一位，對蒼有著好感。
一度知道美軍在「藍色世代」委派了間諜。但後來於第一次發射石英槍時被改變命運，不再直接牽連於戰爭當中，與姊姊經營家中的麵包店。
美芙・麥卡佛瑞（Maeve McCaffrey）　CV：東山奈央（日本）；雷碧文（台灣）
「金髮女孩」的IFO少女駕駛員。克洛艾的姊姊。
小時候因珊瑚岩和Secrets的事故而父母雙亡，後來被「藍色世代」招募作年青隊員。
於加勒比海任務中被團轉形Secrets的分支直接衝擊，受到重傷。之後和妹妹克洛艾、瑪姬康復歸隊。
於第一次發射石英槍時被改變命運，不再直接牽連於戰爭當中，與妹妹經營家中的麵包店。
關瑪姬（Maggie Kwan）　CV：藤村步（日本）；許淑嬪（台灣）
「金髮女孩」的IFO少女駕駛員，香港人。
於加勒比海任務中被團轉形Secrets打敗，重傷至需要做緊急手術。之後和二人一同康復歸隊。
於第一次發射石英槍時被改變命運，繼續充當未加入藍色世代前的美國陸軍駕駛，之後又與背叛「藍色世代」的愛蓮娜好好交往。登上擁有奇幻力量的IFO時，一度閃過石英槍未發射前的記憶。隨後又跟愛蓮娜一同看到艾蕾卡的幻靈體，展開破解愛蓮娜身世的關鍵調查。
漢娜．貝斯特（Hannah Bester）　CV：加藤優子（日本）；許淑嬪（台灣）
「恢諧使者」的隊長，亦為戰艦Poseidon的艦長。對成員猶如母親，一眾隊員都毫無顧忌地稱呼其為「媽媽」，並因此有著絕對的命令權。
一直都有接收本部的最新消息，了解蒼等人的背景。故事中因為月光號意外突入大氣層，而首次離開宇宙到地上展開任務。後來亦不時跟麗貝卡一起研究漸見複雜的局勢。曾經慫恿艾蕾卡誕下腹中的嬰兒，只是當時並不完全了解到珊瑚攜帶者不能在高濃度光粒子環境生存的事實，對此有一點後悔。
於圖魯斯擾亂炮彈和衛星信號下，及時作出撤退的決定。到達地面後一直觀察著形勢，最後在「藍色世代」沒落時宣佈獨立出來，暫時停留在沖繩地區。後來顯示此舉只是要騙過國際社會，讓他們不會集中精力去對抗組織餘黨。在對抗圖魯斯和Canon合成的怪物時，他們再一次跟「斑衣笛手」合作。
劉瑛（Liu Ing）　CV：春名風花（日本）；楊凱凱（台灣）
「恢諧使者」的IFO少女駕駛員。穿著黑色長襪。
麗樂朵．福德（Lerato Food）　CV：水澤史繪（日本）；雷碧文（台灣）
「恢諧使者」的IFO少女駕駛員。外表跟從非洲傳統習俗。
拉吉庫瑪．奈爾（Rajkumar Nair）　CV：畠山航輔（日本）；許淑嬪（台灣）
「恢諧使者」的IFO少年駕駛員。額頭點有朱砂。

#### 其他人員
克里斯多福・布蘭（Christophe Blanc，CV：納谷六朗（日本）；劉傑（台灣））
「藍色世代」之社長。
於對抗Secrets的戰爭得到啟發，認清珊瑚岩的正確運用方式，於是成立了有關組織。以謀取利益的表面形象爭取高度發展國家和軍事強國的支持，然後在背後用上各種手段把協助弱勢國家的任務合理化。
在公司內部帶著有點輕佻的態度，稱呼所有IFO飛行員為「自己的孩子們」。繁忙的事務令其與女兒的關係不太好，原本有意好好修復，只是在關於蒼的事情上一度有衝突。
最後在「藍色世代」被政治手段圍攻下，決定犧牲自己。隻身引圖魯斯前去地底設施，再把穩定的石英核心全部引爆，務求以大規模的珊瑚岩爆發制衡對手的Secret屬性。結果卻意外令其與IFO原型機Canon融合，成為更難應付的怪物。
史坦利（Stanley）　CV：澤木郁也（日本）；吳文民（台灣）
「藍色世代」之副社長，由公關公司轉投過來。後來成為「金髮女孩」的代理隊長。處事比較依循規則。
在石英砲第一次改變世界前是作為美軍的間諜。改變後亦趁著「藍色世代」崩潰之時轉投美軍，讓社長背負所有責任。
亞歷山大．波伊爾（Alexander Boyle）　CV：野島昭生（日本）；黃天佑（台灣）
為IFO進行保養的老技師，對各部件暸如指掌。
蓋歐格（Georg）　CV：木內秀信（日本）；黃天佑（台灣）
運行「藍色世代」所有科技的人工智能。只要安裝完畢，就可以跟所有同類執行系統的裝置，隨時隨地共享資訊。
無差別地搬出各種背景資料，所以經常會被隊長直接關機。
在韓連繫下一度被日本軍捕獲的Secret佔據中樞。由於Secrets意識猶如病毒般高度傳染，所以最後需要讓整個程式初始化，只留下蒼手上的一部隨身裝置未被清洗，繼續作遙距交流。
米勒（Miller）　CV：雷碧文（台灣）
在半年被聘請為「藍色世代」娛樂地區的專屬歌手，原為英國曼徹斯特的獨立製作人。
真身似乎是作為美國和英國派來的間諜，後經DNA鑑定判明是作為另一個人的存在。

### 瞪羚商會
瞪羚／金城次郎（Gazelle／Kinjo Jiro）　CV：桐本琢也（日本）；吳文民（台灣）
於日本磐戶島居住的快遞人員，擁有一部紫色跑車型的FP。平日輕佻，但在進行任務時頗為精明，期望每一項生意都可以有最好收穫。雖然有留鬍子，但實際上比模樣年輕許多。
原為沖繩居民，其後不屑父親等人利用蒼一家人謀取利益，決意斷絕關係。期待蒼以IFO真正保護人類。
其後與皮波和韓偷渡到Triton，成功會見藍色世代的社長，被委任為直屬的協力人員，平日在熱帶襯衫外面加上一套西裝。在跟麗貝卡合作時漸生單方面的好感，亦感覺到她在國際談判上的各種難處。
曾經協助運送引發一切衝突的珊瑚岩石英核心，亦被圖魯斯指出其根本沒有看出世界的真相，為此十分生氣。
在發射了第三次石英槍後，在2027年成為了沖繩諸島聯邦的國務次官，致力與日本和平相處。
皮波／新垣玲生（Pippo／Nigaki Reo）　CV：酒井敬幸（日本）；劉傑（台灣）
與瞪羚辦理快遞的朋友，擁有一部黃色跑車型的FP。身材龐大但性格膽怯，處事方面亦相當粗心。
原為沖繩居民，後跟隨瞪羚離開。其後亦和瞪羚及韓偷渡到Triton。
韓・朱諾（Han Juno）　CV：藤田圭宣（日本）；黃天佑（台灣）
與瞪羚辦理快遞的朋友，擁有一部藍色跑車型的FP。
在飛行車改造和電腦技術方面十分專業，主力修理和改裝瞪羚和皮波的FP，是三人中最精明的。其後與皮波和瞪羚偷渡到Triton。
父親為日本一間光粒子公司的老闆，似乎因母親的事情而分道揚鑣。後來因為社長跟身在日本的Secret交流，而有機會回到日本，試圖說服父親為班衣笛手小隊提供持續性的能源支援。

### 日本
仲村（Nakamura）　CV：遠近孝一（日本）；曹冀魯（台灣）
日本自衛省特務情報隊第一隊情報官。實戰能力十分薄弱，經常在災難前線遭受各種蹂躪。
本來是沖繩居民，但沒有跟隨父親回鄉獨立，並憎恨當時慫恿珊瑚岩存在的國際社會。對現今被世界孤立，並失去沖繩絕對控制權的日本十分憂慮，抱持過份的正義感，屬於軍隊內的激進派。
曾為了振興日本而短暫放下原則，先後進行有關珊瑚岩培植和Secrets作戰的實驗，但均以失敗告終，曾因此受到內部處分。後來被圖魯斯拉攏，指跟其合作可以更貼近一切的真相。他亦從其養父祖安遜的書中得知對方跟自己最初的理念相近，結果促成了合作關係。
之後因艾蕾卡與另一部Nirvash於日本領海出現，而被慫恿前往攻擊，奪取了Secrets的一部分，並成功以新研究吸引世界目光。不過隨著圖魯斯不再跟其緊密合作，以及日本政府於「藍色世代」瓦解時接收了「斑衣笛手」，其在軍隊內的影響力再一次被大幅削弱。
最後決定脫離日本軍，進行其他計劃，不過這時已經變得十分被動，只在居住地抱怨著倚賴珊瑚岩的世界。直到世界開始跟珊瑚岩對抗，似乎都因為日本沒有得益而不太快樂。
在發射了第三次石英槍後，在2027年成為了致力跟沖繩和平相處的外交事務次官。
遠藤（Endou）　CV：佐佐木敏（日本）；黃天佑（台灣）
10年前於珊瑚岩事件中生還的軍人，階級為一佐。
初次遇上艾蕾卡是10年前的聯合軍行動，曾被對方叫出名字。於10年後因為該行動的唯一日本人倖存者，被調派為處理Nirvash出現在日本領海的前線部隊。在機上目睹蒼與艾蕾卡正對抗圖魯斯，想起了10年前要保護她和兒子的約定，結果在短時間內轉移了圖魯斯的視線，壯烈犧牲。此亦為令艾蕾卡於日後時空跳躍對其印象深刻的原因。
後被日本軍誣陷為被蒼殺害，動搖「藍色世代」在國際上的地位。

### 美利堅合眾國
田中．尼基（Niki Tanaka）　CV：日向とめ吉（日本）；劉傑（台灣）
夏威夷出生的日裔軍官。於聯邦軍負責指揮IFO部隊，亦經常因沖繩的珊瑚岩爆發駐守於附近的基地。
覬覦著藍色世代擁有的更先進IFO技術，對Nirvash特別有興趣。即使遇上諸多阻滯，仍希望把藍色世代的任何一位駕駛員收歸旗下。得知Secrets的真相以後，培養最強IFO部隊的心態顯得更為急進
十分著重隊友的安全，但亦會為了最佳作戰效果而用上輕微的旁門左道。曾經向瑪姬訛稱藍色世代進行著虐待兒童的事情和實驗。
最後因為明確了解蒼和Secrets一行合作的背景，成為聯合軍之中最先變節的一群，準備跟他們爭取和平。發射了第二次石英槍後，變成對抗背叛聯合軍的一員，跟「藍色世代」等人的關係似乎相當不錯。

### 沖繩諸島聯邦
荒田奈留（Naru Arata）　CV：宮本佳那子（日本）；許淑嬪（台灣）
13歳。年幼時母親死去，現與祖母、父親和妹妹3人生活。
相當病弱，要時刻攜帶氧氣吸入器，於珊瑚岩爆發時尤其嚴重。
記得10年前自己十分貼近珊瑚岩和Secret的情況下，被「海巨人」守護，一直都作著類似的預知夢。後來發現圖魯斯為當時救她的「海巨人」，跟隨它遊走各地的珊瑚岩遺跡。後來更被對方贈送一部不知從何處到來的尼爾瓦修，但個人強調自己沒有喜愛圖魯斯，而是一直都尋求跟蒼處於同一個層次上的交流。
其後意外在珊瑚岩帶領下，進行了短暫的時空穿梭，得知一切發生的原委。後來亦證實她自身其實已經跟珊瑚岩互相依附，是珊瑚攜帶者的第一人，連串事件更加速了兩者融合。一度成為世界各地解放珊瑚岩的代表性人物，被封為生態恐怖分子。
另一方面，亦決定以知己的身份去感化圖魯斯，希望可以慢慢改變他的初衷。可惜此舉在他得知身世後事與願違，於是把他再一次拋入珊瑚岩中，打算令它更了解珊瑚岩。可惜此舉只令對方更執著於沒有珊瑚岩的平行世界，最後被圖魯斯連同尼爾瓦修一起斬斷，一度生死未卜。
於第二次發射石英槍後變成跟一部分叛軍合作，打算獨立出來維護珊瑚岩及相關的光粒子利益。最後被蒼打敗，於拘留病房進行治療。
於第三次發射石英槍後因為順勢帶走了Secrets和珊瑚岩，所以不再受疾病影響。
深井敏雄（Toshio Fukai）　CV：堀勝之祐（日本）；黃天佑（台灣）
老醫師，與蒼在磐戸島的診所一同生活。
多年前不顧眾人反對收留艾蕾卡，在小島受大規模傷害後被居民施以各種虐待。得知到艾蕾卡曾經在本來生存的世界痛失女兒，然後要跳躍到過去的事情。
荒田光雄（Mitsuo Arata）　CV：木村雅史（日本）；曹冀魯（台灣）
奈留的父親，不喜歡諾亞。曾經在打漁時救了天上墜海的艾蕾卡。協助居民捕獲蒼。
金城和之（Kinjo Kazuyuki）　CV：楠見尚己（日本）；劉傑（台灣）
瞪羚的父親。磐戸島獨立運動的領袖，先後以艾蕾卡和蒼作國際談判的工具。頗會玩三味線。
新垣光彥（Nigaki Deruhiko）　CV：小村哲生（日本）；吳文民（台灣）
皮波的父親。沖繩自衛隊的預備人員。

### 其他
圖魯斯（Truth）　CV：井上和彥（日本）；劉傑（台灣）
各方面都是謎的人物。懂得多重偽裝，亦有著隔空攻擊的能力。
自覺了解一切的真相，但事實並非如此。真正身份是10年前狙擊珊瑚岩的Secret，由於當時艾蕾卡把珊瑚岩中的石英核心帶走，使Secret失去了最根本的行動意識，結果意外被珊瑚岩吸收並同化，成就其仿似人類的身軀，但忘記了之前發生的一切。後來在當地被反珊瑚岩的思想家祖安遜收為養子，並單方面灌輸了不少反叛意識。
潛意識下討厭艾蕾卡和尼爾瓦修，亦因為蒼等人阻礙著珊瑚岩的清除，而經常突襲藍色世代。後來因為自己身為各式各樣的混合體，而在自我辨知方面出現混亂，甚至在會長設計的珊瑚岩爆發下，與IFO原型機Canon融合，成為了只懂瘋狂攻擊的怪物，為了實現破滅珊瑚岩的夢想，犧牲全世界亦在所不惜。最後被奈留帶入珊瑚岩內部，因為珊瑚岩對所有時空和平行世界的絕對認知，而意識到「現實世界」的存在，決定利用石英槍前往那個領域，結果在發射後失去了個體。
隨後確認這個第二次發射使其與蒼的RA272 尼爾瓦修合體，其意識成為了機體獨有的人工智能。後來似乎在與蒼的時光漂流中認知到自身不同的過去，猶有一些追求理想世界的意識。
偽裝少年兵（CV：土倉有貴（日本）；楊凱凱（台灣））
於緬甸觸發政府軍和非法罌粟花工場的抗爭。
偽裝游擊隊軍曹（CV：黑田崇矢（日本）；曹冀魯（台灣））
誤導緬甸罌粟花工人攻擊政府軍，借政府軍之重武裝轟炸一切。
偽裝商人（CV：阪口大助（日本）；黃天佑（台灣））
於祕魯打下當地販賣煙草的大總統和特務。
偽裝美女（CV：大原沙耶香（日本）；許淑嬪（台灣））
於祕魯誤導IFO戰機駕駛員，並拿下其武裝。
艾蕾卡．薩斯頓（Eureka Thurston）　CV：名塚佳織（日本）；林美秀（台灣）
前作女主角，直接傳承，追蹤珊瑚岩來到人類加速滅亡的平行宇宙。Nirvash系統曾把蒼辨認為她。
13年前從天上墜落沖繩，因為青髮而被視為討厭的「外來人」，從此在身邊人的藐視下生活。然後於10年前的珊瑚岩爆發，令其進一步被沖繩人視之為禍端，其身份於是被搬上國際舞台作談判籌碼。後來被聯合軍旗下的美軍帶走，在沖繩地區被視為下落不明，實際上是協助聯合軍對抗走向沖繩珊瑚岩的Secret，最後因為來不及用Nirvash取走石英核心，而決定親身上前，結果引發七波現象，再一次進入時空穿梭的道路。
於蒼13歲的時代再次出現，卻是以一副更為少女的模樣面對眾人，並孕有第一胎。在日本海駕駛前作的Nirvash，並帶著月光號到達日本領海。把蒼視為擁有其丈夫製作中的Nirvash，並作為同樣被歧視的族人。經「藍色世代」眾人調查和研究以後，證實為來自未來一萬年以後的人。而這是其初次從未來進行時空跳躍，13年前是往後才發生的回到過去事件，原因是其調查珊瑚岩時出現異常。後來在蒼協助下，少女艾蕾卡成功進入七波，繼續其時空穿梭的道路。後來證實這段時空穿梭沒有想像中長和出現錯誤，是因為受到後來代替她進入時空縫隙某個平行宇宙的蒼提供了協助。
而實際上，13年前的跳躍是為了讓蒼得到健康成長，不會重蹈並第一胎的覆轍，只是沒完全預料到珊瑚岩到達過去的狀況，所以才束成聯合軍的合作。而由於13年前的石英擁有時空跳躍的龐大力量，使其只能不停隨石英跳躍到不停地方，其中包括不時以幻靈體姿態出現在眾人面前，展示出各種真相。
最後在蒼協助下，在某個平行宇宙擺脫了這個命運。
蘭頓．薩斯頓（Renton Thurston）　CV：藤原啟治（日本）；宋克軍（台灣）
前作男主角，直接傳承，追蹤珊瑚岩來到人類加速滅亡的平行宇宙。現世代IFO原型機Nirvash的創造者。曾被蒼誤會為拋棄自己和母親。
在公元12021年，為了找回意外於時空迷失的艾蕾卡，不停追查各個類似月光號的飛船。最後在一次七波聚合的時候登上自身的Nirvash，飛入時空穿梭的道路。最終穿梭到蒼的世界，並向眾人解釋珊瑚岩及世界等等的最後謎團。一度想親手毀滅本作多條平行宇宙中最初到達的珊瑚岩，卻在蒼提醒下發現有被珊瑚岩波及的各種人類，不能貿然把已經被同化的他們清除。最後在沒辦法下只能看著蒼改變了他與艾蕾卡的命運。
祖安遜（Johnhanson）
歷史上著名和積極的思想家。一直妄想著沒有珊瑚岩存在的另一個世界，認為那個地方才是極樂鄉土，並把所有事情寫進一本小黑書中。
10年前在研究珊瑚岩時發現了圖魯斯，收為養子，亦由該時開始向他灌輸對抗珊瑚岩的想法。

## 特殊事物、用語

### 世界觀
平行宇宙（Parallel Universes）
本作延續了《劇場版 口袋裡的彩虹》的一些平行宇宙概念，在珊瑚岩具穿越時空能力的設定下加以發揮。只不過是次所闡述的故事並不直接包括劇場版的平行宇宙，而是建基於前作電視動畫的宇宙及本作的多個平行宇宙。
引發點是在於前作宇宙的公元12006年，因為蘭頓和艾蕾卡促成人類和科拉利安的共存和結合，讓珊瑚岩離開，尋找與人類共存的另一個宇宙。然後它們在一些不受歡迎的宇宙被Secrets的狙擊，促使珊瑚岩利用到石英核心逃到到不同過去。此舉再促成多個平行宇宙的出現和分裂，因著珊瑚爆炸發生與否，把世界導向不同的未來；只有蘭頓和艾蕾卡那段成為傳說的經歷，在任何宇宙不會受到任何改變。就著過去的不同，有些平行宇宙會正常導向近似前作的結局（即出現蘭頓與艾蕾卡在月球上的愛的印記）；亦有些會加速人類社會滅亡，束成蘭頓和艾蕾卡不斷用Nirvash跟珊瑚岩和Secrets作戰的宇宙，也就是帶入本作故事。
人擇原理（Anthropic Principle）
不少科學家和科幻小說提倡的概念，指出萬物與自然是被知性生命體發現的，而現實的宇宙正正會按著每個個體的目光而產生不同；沒有允許觀測者的存在，就不能構成用來被觀測的宇宙環境。
蘭頓指出為了生存的珊瑚岩早已打破這個原理，使用石英去自由穿梭各個平行宇宙和時間。此舉讓一些宇宙不當他們為應有觀測者，而把它們視為不應存在的威脅，從而產生用來狙擊的天敵Secrets抵抗。而作為普通的人類，則顯然受到原理限制；雖然仍可用石英槍進行跳躍，但轉移後不會同時存有多個宇宙的記憶。
就著這些被闡述的內容，觀眾可以理解珊瑚岩其實正邁向完全荒謬人擇原理（Completely Ridiculous Anthropic Principle）的存在。
珊瑚岩（Scrub Coral）
與前作設定相若。擁有知性的巖石狀物體，會和其他物體融合，以此作為唯一的交流方式，進入不停自律進化的循環。此舉驅使其不停吞噬地球的地表和生態環境，造成連環的珊瑚爆炸，更引來Secrets進攻，給人類帶來了極大的恐慌和威脅。而在本作中，由於自身對生存的極度渴求，所以自律進化已達到連時空及平行世界跳躍都可以做到。
要使爆發暫停，按過去經驗所見是需要取下於內部核心的「石英」（Quartz），並讓其處於平穩的狀態。此亦為藍色世代各小隊的主要職責，而中日美三大國際勢力亦有私藏部分石英作大型實驗。經研究後被發現蘊藏大量光粒子能量。後來經蘭頓證實，石英的真正功用是用來穿梭不同的平行宇宙，暗示珊瑚岩停止爆發的真正原因是對於不能再穿梭世界感到迷茫。
後來經奈留神交後證實其誕生原委。前作被視為珊瑚岩衍生的智慧生命體「科拉利安」（Coralian），實質上是最根本的天外來客，是所有事情幕後的真正主宰（為免混淆，奈留曾以「珊瑚基質」去形容這些根源）。它們來到地球後與瀕死的珊瑚融為一體，成就了可跟地球溝通依存的珊瑚岩，引發所有的故事。
光粒子（Trapar Waves）
與前作設定相若。全名為「Transparence Light Particles」。通過這種空氣粒子提供的能源和浮力，人們才可以自由地駕駛各種空中交通工具。
後來經奈留神交後證實，是珊瑚岩身陳代謝的作用物，高濃度之處會讓它們同化與吞噬的行動有所強化。
珊瑚工廠、珊瑚攜帶者（Plant Coral、Coral Carrier）
珊瑚岩停止活性化以後，負責盡快提取光粒子能量的工廠。10年前的沖繩事件，令聯合國旗下同盟國紛紛到當地設立相關工廠，唯獨日本政府高層決不沾手。
由於珊瑚岩能量可以隨光粒子揮發，所以亦可以感染珊瑚工廠附近的人類，使他們成為「珊瑚攜帶者」（Coral Carrier）。基本上，他們都會按珊瑚岩的依存比例，而對其特性有著不同情度的承繼，如聽到其他珊瑚岩的呼喚、跟光粒子推動的IFO產生較大共鳴、以至短暫穿梭平行宇宙和時空等等。不少民間珊瑚攜帶者曾因此而紛紛聚集到珊瑚工廠外部，要求停止開採和狙擊之類的干擾行為。美軍亦曾運用這些特性，在部分軍人身上培植珊瑚岩，造就大量合資格駕駛員。
只是後來的研究發現，攜帶者於高濃度光粒子的環境下，被身陳代謝加速的珊瑚岩反噬，結果令IFO軍隊、珊瑚工廠外的居民與支持者、以至蒼這種同時具有人類和科拉利安血統的孩童，曝露於龐大的危險之中。國際社會認稱這些事實以後，珊瑚工廠和光粒子企業等等的發展都被重新審視。
石英核心槍（Quartz Gun）
Nirvash系列中最特殊的武器，由「藍色世代」回收的石英核心時意外組成。
可以快速吞進石英核心，以龐大能量發射大規模的攻擊光波。但此舉亦會同時引起七波現象，改變使用者以外所有人的認知和經歷，也就是轉向另一個平行宇宙，而被打中的事物則會是時空改變中最大的分歧點，譬如某件事物的消失或形態轉換。由於後果難以估計，Secrets和「藍色世代」等人都對此特別顧忌，美軍則因為實戰效果而對其虎視眈眈。
發射了三次以後被過於龐大的轉移破散。
Secret
被珊瑚岩引來的粉紫色怪物，別稱「G Monster」。構造上混合了有機物和無機物，未能完全理解。以光束炮為武器，並以光粒子為環境辨知的媒介，但對IFO的辨知相對有數十秒的遲鈍，因而讓藍色世代容易就其劃出「戰鬥區域」（ZOA，Zone Of Attack）。
擁有自律進化的能力。縱使是光粒子能量以外的武器，只要Secrets不在有限時間被打敗，就可以完全辨識，即時作出最新的應對措施。這能力亦解釋其吸取能量後如何展現各種形態。
性質上跟蓋歐格十分相似，一個個體可以跟其他運作相似的Secrets共享資訊。後來成功與人類展開溝通，辯稱是為了狙擊珊瑚岩而自然產生的天敵，不取下珊瑚岩和關鍵的石英核心就不會收手，堪如宇宙當中的白血球。只不過過程中往往遇上頑強抵抗，促成珊瑚岩的防衛性爆炸，影響四周的環境。而若果有行為是直接和間接地阻礙破壞珊瑚岩的行動，Secret都會自動把它們視為同等威脅，其中就包括在不同時空都對其狙擊的Nirvash。
起初視不停狙擊的藍色世代為敵人，後來在社長等人了解真相後達成和解，決意先打下不顧後果地剷除珊瑚岩，對抗宇宙萬物的圖魯斯。
日本軍方面則一度主張Secrets的真正目標應為光粒子，所以一定要剷除珊瑚岩和停止相應的珊瑚工廠。

### 國家及組織
藍色世代（Gènèration Bleu）
民間軍事企業。背後支撐為涉足公關事務的母公司「大藍世界」（Big Blue World），在瑞士少女峰建立根據地。
起初是為了排除Secrets而成立，主力負責危機拯救。後來在收集大量石英核心的時候，在外太空和地下設施展開了另一種機密研究，被稱之為「珊瑚遺物」（Coral Relic）。而在長期發展後，總部已經猶如一個獨立的城鎮般，讓成員在模擬室外的環境下生存，平日享有各式各樣的娛樂和衣食住行服務。而為了更有效宣揚企業工作，部分前線人員更被邀請去進行社內外的拍攝，其中斑衣笛手小隊就有一部名為《幫助我們！班衣笛手！！》的周邊動畫。
招攬的駕駛員大多是經歷珊瑚爆炸，並作為輕度珊瑚攜帶者的孤兒。而旗下隊伍以童話角色命名。
由於愛蓮娜和芙蕾雅為了救出蒼而強闖美國的軍事管制區，所以立場開始惹起國際懷疑。其後又因為圖魯斯引起了宇宙軌道上的亂局，使美軍有藉口進攻總部。最後在企業各派獨立下，徹底崩潰。
於第二次石英槍發射後改為被一班背叛的聯合軍狙擊總部，於是跟主要聯合軍一同去進行反擊戰。
斑衣笛手小隊（Team Pied Piper）
金髮女孩小隊（Team Goldilocks）
丑角小隊（Team Harlequin）
日本
等同於現時日本，但不包含沖繩和海邊的關聯島嶼。軍方長期監測獨立後沖繩的海域。
政府於10年前事件後一度想回收定性為危險的珊瑚岩，最後卻促成美軍協助沖繩獨立的契機，從此對珊瑚岩相關的事情顯得冷漠。然而，軍方仍有不少要員期望國家可以在IFO技術，和國際危機的談判桌上有著更多話語權，結果促成不少私下的珊瑚岩研究。
起初佔有艾蕾卡10年前留下的Nirvash，但沒有關鍵的啟動裝置，所以只是在艦戰上作配備。
美國聯邦
既往的軍事強國，一直積極進行海外任務。
於10年前的珊瑚岩事件遇上解決方法後，乘著自己的國際地位強佔了不少IFO技術，與以此起家的藍色世代不相伯仲。為了顯示強勢，經常用各種政治手段，去阻礙「藍色世代」的無國界拯救行動，惟最後實質操控的珊瑚岩可謂少之又少。
對「藍色世代」的機密研究十分注視，接二連三派駐間諜去打探消息。有關IFO要由珊瑚攜帶者駕駛的事情，以及於人體培植珊瑚岩的可能性，似乎都是由這個渠道得知。
聯合軍
集合各國軍人的綜合部隊，最初活躍見於對抗Secrets和珊瑚岩的事件中。大部分成員都來自美國，因而令兩者政治立場亦差不多，亦可視為美軍合法地對抗「藍色世代」的踏板。
在Canon跟圖魯斯合體後的怪物出現後，開始知道珊瑚岩的真正威脅所在。內部成員開始紛紛變節，不再跟「藍色世代」對抗。
於第二次石英槍發射後出現一班背叛的聯合軍，意圖與提倡保護珊瑚岩的人合作，私自奪去珊瑚岩和相關的光粒子利益，結果促成主要派別跟「藍色世代」合作對抗。
沖繩諸島聯邦
名義上已跟日本獨立的小島群，但日本、中國和美國經常在附近領域進行軍事巡邏和行動，使當地居民沒有真正感受到獨立。蒼等人居住之磐戶島原本傾向相關政權，卻因為獨立條文的含糊地方而未有徹底成事。
10年前出現了世界最大規模的珊瑚岩爆發。由於當時已了解到光粒子的價值，所以當地領導都不願跟隨日本指示將其移除，結果在美軍介入下束成了獨立。為了更有效展現實力，更成立了私人的沖繩海上自衛隊，同時以寄留蒼一家人和珊瑚岩的瀕密爆發，爭取上作為國際補償的利益。

### 機體
IFO
全名為「Intelligence Flying Object（智能飛行物體）」，是發現光粒子能量和Nirvash type ZERO spec2出現以後，模仿它們特性而製造出來的機體，作為對抗Secrets的主力。
原則上只有珊瑚攜帶者可以驅動其引擎，但更為關鍵的第三引擎一直都未有完成研發。後來暗示是驅動引擎力量源於駕駛者的某種執著，設定上頗接近前作的魂魄起動器。成功打開以後，機體大致可以跟上駕駛者的意識，促成更快的速度和強大的戰鬥力，貼近前作LFO的形態。
普遍有戰鬥機械人和滑翔機兩種形態，並使用飛行模式或者機載浮空系統，滑行之處會出現亮眼的光粒子軌跡。RA編號為「藍色世代」獨有的紀錄方式。「藍色世代」旗下機體的名字大部分都取材自彌撒歌曲，美軍則是以國內名人命名。
RA272 Nirvash／Nirvash Neo
由蒼駕駛。具有灰色底色，面色則為淡灰色，並附有紅色標記。
人型IFO兵器的其中一部原型機，機械人形態會附帶一塊滑板，速度上遠超其他機體。由蘭頓仿照Nirvash type ZERO spec2製造出來，亦是唯一一部有搭配專門滑板飛行的機體。與原型機最大的分別是座位數量。
在13年前與艾蕾卡初次出現，身為第一個可以對抗Secrets和珊瑚岩的機體，所以後來被各國稱為Mark-I。於10年前艾蕾卡下落不明後，機體進入了沉睡狀態，曾輾轉落入了日本軍手中。
曾被日本軍不合法地收作戰鬥備用，意外由蒼駕駛，有輕微的自我意志的表現。由於是所有IFO的原型，所以亦能裝上所有其他IFO的配件。
機體於第二次石英槍發射後出現突變，與圖魯斯合體，並因為珊瑚岩特質的混合，而成為了具有意識的LFO原型機。當中的突破包括更自由操作和時空穿梭的限制。後來又於第三次石英槍發射後抵受不住時空改變的衝擊，燒剩了骨架。
RA164 Alleluia
由芙蕾雅駕駛駕駛。武裝較少但機動力強，主要負責電子戰和敵人誘拐。
RA301 Kyrie
由愛蓮娜駕駛。機體兩邊配有重擊武裝，在遠距離射擊中有壓倒性的優勢。經隊伍商討後搭載著更多特殊裝備。
RA169 Requiem
由克洛伊駕駛。電子偵察戰機，跟隨小隊統一之軍綠色。
RA121 Gloria
由美芙駕駛。空戰主機，跟隨小隊統一之軍綠色。
RA302 Credo
由瑪姬駕駛。砲撃戰機，跟隨小隊統一之軍綠色。
RA122EB Sanctus
由劉瑛駕駛。空戰主機，跟隨小隊統一之銀色。格鬥戰時用著特製的銃火器。
RA121E Recordare
由麗樂朵駕駛。砲撃戰機，跟隨小隊統一之銀色。雙手平常藏在肩膀内部。
RA122E Benedictus
由拉吉庫瑪駕駛。電子偵察戰機，跟隨小隊統一之銀色。肩膀和下半身全是感應器。
Eisenhower（アイゼンハワー）
美軍持有之量產型IFO。
Abraham Lincoln（エイブラハム・リンカーン）
大型IFO，功能媲美空中戰艦，必須由3人操控。內裡可儲存大量Eisenhower，惟容易損耗的性質令其不常出動。本質是為了Secrets的戰鬥而研發。
LFO
與前作設定相若。全名為「Light Finding Operation」，為公元12000年左右，從珊瑚岩地表發掘出來的重型武裝機體。因為擁有珊瑚岩所賦予的生命特性，所以被說成是真正的原型機。
Nirvash type ZERO spec2
由艾蕾卡駕駛，是其經歷時空跳躍時的唯一陪伴。大部分與前作設定相若。被艾蕾卡指出「它裡面是跟自己一樣」。表現出濃烈的自我意志，與前作一樣能對艾蕾卡的指令作出反應，並主動保護艾蕾卡，亦因為這樣而遺留在圖魯斯的手上，並將其獻給奈留。
Canon
別名「IFO Zero」。當年從蘇聯珊瑚岩遺跡發現的原型，但多年來未發現操控方法，所以長時間埋藏在「藍色世代」地下的秘密儲存庫。後來因社長引爆地下儲存設施，機體與圖魯斯融合，成為揉合IFO和Secrets戰鬥方式的怪物，主要武器為電子光炮和猛烈衝撞。
於第二次石英槍發射後改為被背叛的聯合軍搶走，被蒼打敗。
Nirvash specV3
由蘭頓駕駛，外型近似Nirvash spec3與Nirvash specV的綜合體，在公元12021年飛向七波。
空中強襲揚陸艦
「藍色世代」各小隊的母艦。核心儲存著3部IFO，可以透過下方的活門，即時前往世界各地進行任務。背面配備陸上作戰用的指揮艇。
Triton
斑衣笛手小隊的母艦，辨認色為藍色。曾於宇宙中監察沖繩。
Medon
金髮女孩小隊的母艦，辨認色為橙色。後來在加勒比海被Secrets擊沉。
Poseidon
丑角小隊的軌道要塞，由宇宙監測世界各地的事情。
FP
全名為「Flying Platform（飛行平臺）」。空中的汽車，跟汽車一樣有不同的型號，以光粒子為主要動力。
月光號
前作的主戰艦，伴隨少女艾蕾卡穿越時空，飄流於地球的衛星軌道。於穿越時空之前已經荒廢，但因著其蘊藏的光粒子能量，所以被用來追查前作時點以後的珊瑚岩消失事件。
下北
日本軍特命輸送艦，原為運送未組裝完成的Nirvash，後來被Secrets擊沉。

## 製作人員
- 原作、動畫製作：BONES
- 企劃：竹田青滋（每日放送）、南雅彥（BONES）、川城和實（萬代Visual）、峯岸卓生（博報堂DY Media Partners）、鵜之澤伸（南夢宮萬代）、古澤圭亮（萬代）
- 監督：京田知己
- 故事編輯：會川昇
- 關鍵人物設計：吉田健一
- 人物設計：織田廣之
- Nirvash設計：河森正治
- 機械設計：山根公利、柳瀨敬之、海老川兼武
- 設計發展：
- 設計工作：竹内志保、武半慎吾
- SF考證：堺三保
- 美術監督：永井一男
- 色彩設計：水田信子
- 攝影監督：木村俊也
- 剪接：坂本久美子
- 科技導演：宮原洋平
- 特技監督：村木靖
- 音響監督：若林和弘
- 音響效果：倉橋靜男
- 音樂：中村弘二
- 音樂製作人：外村敬一、黑須禮央
- 音樂製作：Aniplex
- 主要製作人：南雅彥（BONES）、湯川淳（萬代Visual）、細川修（博報堂DY Media Partners）、稻垣浩文（南夢宮萬代）、丸山博雄（每日放送）
- 製作人：天野直樹（BONES）、向井地基起（萬代Visual）、小岐須泰世（博報堂DY Media Partners）、射場周作（萬代）、前田俊博（每日放送）
- 製作：Project Eureka AO（BONES、萬代Visual、博報堂DY Media Partners、南夢宮萬代、萬代、每日放送）

## 主題曲
片頭曲1「Escape」
作詞、作曲、編曲：Isaac，主唱：Hemenway
片頭曲2
作詞：Kohshi Asakawa，作曲：Takeshi Asakawa，編曲：SHINGO ＆ FLOW，主唱：FLOW
片尾曲1「stand by me」
作詞、作曲：AIMI，編曲：stereopony& BOND，主唱：stereopony
片尾曲2
作詞、作曲：天田優子，主唱、編曲：joy

## 各話標題
除了OVA與最後一集外，日文標題參考世界各地之歌曲，連結為演唱歌手；英文副題則為該集的內容起源。(最後一集的標題源自於1956年由羅伯特·海萊因所寫，有關於時空旅行與改變歷史的科幻小說)
| 話數                  | 日文標題                                 | 英文標題                                   | 翻譯標題                    | 劇本              | 分鏡                                | 演出                | 作畫監督                              | 機械作畫監督              | 角色監修          |
| --------------------- | ---------------------------------------- | ------------------------------------------ | --------------------------- | ----------------- | ----------------------------------- | ------------------- | ------------------------------------- | ------------------------- | ----------------- |
| 第一話 episode:01     | Underworld (band)                        | Born Slippy deep blue                      | 敏捷地生存 深藍             | 武良翔人          | 京田知己                            | 佐藤育郎            | 三輪和宏、織田廣之（總）              | -                         | -                 |
| 第二話 episode:02     |                                          | Call It What You Want AO's cavern          | 隨你命名 蒼的洞穴           | 武良翔人 會川昇   | 和田純一、村木靖 京田知己           | 和田純一            | 堀川耕一、永作友克                    | 長野伸明                  | 織田廣之          |
| 第三話 episode:03     | スティル・ファイティング                 | Still Fighting secret operation            | 仍在戰鬥 秘密任務           | 武良翔人 會川昇   | 寺岡嚴 京田知己                     | 岩崎太郎            | 小森高博、武本大介 宗崎暢芳           | -                         | 織田廣之          |
| 第四話 episode:04     |                                          | Walk This Way plant coral                  | 如此行走 珊瑚植物           | 會川昇            | 長崎健司 村木靖                     | 中村里美            | 藤田、山崎秀樹                        | 水畑健二                  | 織田廣之          |
| 第五話 episode:05     | タイトゥン・アップ                       | Tighten Up gènèration bleu                 | 拉緊 藍色世代               | 豬爪慎一          | 福田道生 京田知己                   | 佐藤育郎            | 小森秀人、齊藤英子                    | 清積紀文                  | 織田廣之          |
| 第六話 episode:06     |                                          | Light My Fire noblesse oblige              | 燃亮我火 貴族義務           | 豬爪慎一          | 成田歲法、村木靖 京田知己           | 三浦陽              | 永作友克、嘉手苅睦                    | 三輪和宏                  | 織田廣之          |
| 第七話 episode:07     |                                          | No one is innocent bye bye angel           | 沒有無辜者 天使再見了       | 會川昇            | 名取孝浩 上井草都成                 | 名取孝浩            | 堀川耕一、小森高博 齊藤英子、小森秀人 | 吉岡毅                    | 織田廣之          |
| 第八話 episode:08     | ワン・ネイション・アンダー・ア・グルーヴ | One Nation Under A Groove blue thunder     | 溝槽下的國家 藍色閃電       | 川崎裕之          | 長崎健司                            | 千葉大輔            | 福永純一、岩本貴玲 洪錫杓             | 菅原東                    | 織田廣之          |
| 第8.5話 （OVA）       |                                          | The Flowers of Jungfrau                    | 少女峰的花叢                | 安西理菜 數井浩子 | 數井浩子                            | 數井浩子 坂口龍太郎 | 町田真一、青野厚司 山本善哉           | 長野伸明                  | 織田廣之          |
| 第九話 episode:09     | イン・ザ・ダーク・ウィー・リヴ           | In the Dark We Live enemy below            | 我們生活的黑暗 底部的敵人   | 福島直浩          | 寺東克己 村木靖                     | 和田純一            | 山崎秀樹、藤田榮 永作友克             | 水畑健二                  | 織田廣之          |
| 第十話 episode:10     | リリース・ユア・セルフ                   | Release yourself the pied piper of Hamelin | 釋放自己 哈默爾恩的班衣笛手 | 川崎裕之          | 五十嵐卓哉                          | 中村里美            | 出雲誉明、武本大介 日下部智津子       | 清積紀文                  | 織田廣之          |
| 第十一話 episode:11   |                                          | Plateaux Of Mirror mirror of the world     | 鏡之高原 世界之鏡           | 會川昇            |                                     | 佐藤育郎            | 小森秀人、齊藤英子 堀川耕一           | 三輪和宏                  | 織田廣之          |
| 第十二話 episode:12   | ステップ・イントゥ・ア・ワールド         | Step into a World heaven and earth         | 走進一個世界 天堂與地球     | 會川昇            | 增井壯一                            | 三浦陽              | 嘉手苅睦、可兒里未                    | 水畑健二                  | 織田廣之 吉田健一 |
| 第十三話 episode:13   |                                          | She's A Rainbow moonlight ship             | 她是彩虹 月光號             | 會川昇            | 江崎慎平、吉岡毅 京田知己           | 清水久敏            | 吉田健一、小森高博 永作友克、藤田     | 吉岡毅                    | -                 |
| 第十四話 episode:14   | スターファイアー                         | Starfire another truth                     | 星火 另一種真相             | 會川昇            | 三條、增井壯一 京田知己             | 中村里美            | 川元利浩、齊藤英子 堀川耕一           | 長野伸明、清積紀文 吉岡毅 | -                 |
| 第十五話 episode:15   | ウォー・ヘッド                           | War Head humanoid secret                   | 彈頭 人形Secret             | 豬爪慎一          | 三條                                | 數井浩子            | 小森秀人、阿部尚人 山本善哉、青野厚司 | 阿部慎吾                  | 織田廣之          |
| 第十六話 episode:16   | ガーディアンズ・ハンマー                 | Guardians Hammer next phase                | 守衛者之錘 下一階段         | 豬爪慎一 會川昇   | 長崎健司、三條 京田知己             | 佐藤育郎            | 藤田、嘉手苅睦 可兒里未               | 三輪和宏                  | 吉田健一          |
| 第十七話 episode:17   | ラ・ヴィ・アン・ローズ                   | La Vie en rose Johansson's book            | 玫瑰人生 祖安遜的書         | 會川昇            | 水島精二                            | 三浦陽              | 出雲誉明、村井孝司 石橋翔祐、吉田健一 | 水畑健二                  | 織田廣之          |
| 第十八話 episode:18   | ドント・ルック・ダウン                   | Don't Look Down third engine               | 不要悲觀 第三引擎           | 和場明子          | 寺東克己                            | 清水久敏            | 永作友克、山崎秀樹 小森高博           | 吉岡毅                    | -                 |
| 第十九話 episode:19   | メイビー・トゥモロー                     | Maybe Tomorrow the day                     | 或許在明天 大限之日         | 會川昇            | 增井壯一                            | 中村里美            | 小美野雅彦、齊藤英子 川元利浩         | 長野伸明                  | 織田廣之          |
| 第二十話 episode:20   | ベター・デイズ・アヘッド                 | Better Days Ahead Last message             | 更好的日子來臨 最後的訊息   | 會川昇            | 三條 京田知己                       | 千葉大輔            | 小森高博、山本善哉 阿部尚人、堀川耕一 | 清積紀文                  | -                 |
| 第二十一話 episode:21 | ワールド・トゥ・ワールド                 | World 2 World rising sun                   | 連繫兩個世界 日升           | 豬爪慎一          | 寺東克己                            | 數井浩子            | 藤田、嘉手苅睦 可兒里未               | 阿部慎吾                  | 吉田健一          |
| 第二十二話 episode:22 | ギャラクシー・トゥ・ギャラクシー         | Galaxy 2 Galaxy coral carriers             | 連繫兩個銀河 珊瑚攜帶者     | 會川昇            | 增井壯一                            | 佐藤育郎            | 小森高博、永作友克 山崎秀樹           | 三輪和宏                  | 吉田健一          |
| 第二十三話            |                                          | The Final Frontier                         | 最後邊界                    | 會川昇            | 水島精二、長崎健司 村木靖、京田知己 | 清水久敏            | 藤田、堀川耕一                        | 水畑健二                  | -                 |
| 第二十四話            | 夏への扉                                 | The Door into Summer                       | 通往夏天的門                | 會川昇            | 村木靖 京田知己                     | 京田知己            | 小森高博、可兒里未 山崎秀樹           | 吉岡毅                    | 織田廣之 吉田健一 |
| Final Episode         | ロード・ドント・スロー・ミー・ダウン     | Lord don't slow me down one more time      | 神請勿拖慢我 再來一次       |                   |                                     |                     |                                       |                           |                   |

## 播放電視台
| 播放地區   | 播放電視台     | 播放日期                                         | 播放時間                  | 電視台系列          | 備註                   |
| 第1－22話  | 第1－22話      | 第1－22話                                        | 第1－22話                 | 第1－22話           | 第1－22話              |
| ---------- | -------------- | ------------------------------------------------ | ------------------------- | ------------------- | ---------------------- |
| 近畿廣域圏 | 每日放送       | 2012年4月12日 - 9月24日                          | 星期四 25時55分－26時25分 | 日本新聞網          | 製作局 Animeism第1部   |
| 關東廣域圏 | TBS電視台      | 2012年4月13日 - 9月28日                          | 星期五 25時55分－26時25分 | 日本新聞網          |                        |
| 中京廣域圏 | 中部日本放送   | 2012年4月18日 - 10月3日                          | 星期三 26時00分－26時30分 | 日本新聞網          |                        |
| 日本全國   | BANDAI CHANNEL | 2012年4月19日 - 10月4日                          | 星期四 12時00分 更新      | 網絡電視            |                        |
| 日本全國   | BS-TBS         | 2012年4月21日 - 10月6日                          | 星期六 24時00分－24時30分 | 日本新聞網 衛星電視 |                        |
| 日本全國   | ANIMAX         | 2012年5月8日 - 10月3日                           | 星期三 22時00分－22時30分 | 衛星電視            | 有重播                 |
| 臺灣       | ANIMAX         | 2013年1月28日 - 2月28日 2月8日 - 2月17日暫停播映 | 每天 22時30分－23時00分   | 有線電視            | UTC+8 含中配、重播時段 |
| 第23－24話 |                |                                                  |                           |                     |                        |
| 關東廣域圏 | TBS電視台      | 11月19日                                         | 星期一 27時41分－28時41分 | 日本新聞網          |                        |
| 中京廣域圏 | 中部日本放送   | 11月21日                                         | 星期三 27時35分－28時35分 | 日本新聞網          |                        |
| 近畿廣域圈 | 每日放送       | 11月22日                                         | 星期四 27時00分－28時00分 | 日本新聞網          | 製作局                 |
| 日本全國   | BS-TBS         | 12月8日                                          | 星期六 27時00分－28時00分 | 日本新聞網 衛星電視 |                        |
| 臺灣       | ANIMAX台灣     | 2013年3月1日、3月2日                             | 每天 22時30分－23時00分   | 有線電視            | UTC+8 含中配、重播時段 |

## 短篇動畫
官方於第22話播放完畢以後，推出短篇動畫嶄新的深藍（日語：新たなり深き青），於2012年10月8日至11月24日期間，逢星期六在官方網站上發佈，期後在Blu-ray及DVD作為映像特典附贈。主要角色深井蒼和荒田奈留在片中均以三頭身登場。

## Blu-ray及DVD
本作動畫就著播放本篇的24集發行影碟，分有Blu-ray限定版和通常版，以及DVD版三種。所有Blu-ray初回限定版附贈特製杯墊、以及特製的三方背封袖。所有影碟亦附送內容不同的12頁特製小冊子、映像特典、以及個別集數之評論副音軌。
| 卷數 | 收錄集數           | 發售日期       | 封面角色及設計                                | Blu-ray初回限定版 杯墊角色 | Blu-ray初回限定版 特別附送商品                                       | 全影碟共通 映像特典                                                        | 全影碟共通 評論副音軌                                      |
| ---- | ------------------ | -------------- | --------------------------------------------- | -------------------------- | -------------------------------------------------------------------- | -------------------------------------------------------------------------- | ---------------------------------------------------------- |
| 1    | 第一至二話         | 2012年6月22日  | RA272 Nirvash、深井蒼                         | RA272 Nirvash              | 吉田健一&織田廣之設計集Ⅰ                                             | 特別介紹、宣佈製作CM 播放宣傳CM集、Blu-ray宣傳CM PV spec-1&2、第二話加長版 | 第一話 本城雄太郎、宮本佳那子 木内秀信                     |
| 2    | 第三至五話         | 2012年7月27日  | 荒田奈留、諾亞                                | 深井蒼                     | 「藍色世代」三小隊紋章                                               | 無字幕片頭曲β ver.1.1、1.3、1.7 無字幕片尾曲 ver.1.1、1.2、1.3             | 第五話 大橋彩香、小見川千明 木内秀信                       |
| 3    | 第六至八話         | 2012年8月24日  | 芙蕾雅・布蘭、RA164 Alleluia                  | 荒田奈留                   | 竹内志保&設計集                                                      | 無字幕片頭曲 ver.1.0 Blu-ray宣傳CM 2                                       | 第七話 桐本琢也、酒井敬幸 藤田圭宣                         |
| 4    | 第九至十一話       | 2012年9月21日  | 愛蓮娜・皮普爾斯、RA301 Kyrie                 | RA164 Alleluia             | 蓋歐格造型鎖匙扣                                                     | PV spec-3                                                                  | 第九話 本城雄太郎、大橋彩香 小見川千明                     |
| 5    | 第十二至十四話     | 2012年10月26日 | 艾蕾卡、Nirvash type ZERO spec2               | 芙蕾雅・布蘭               | 諾亞15cm毛絨玩偶                                                     | 嶄新的深藍 第一、二部                                                      | 第十四話 本城雄太郎、宮本佳那子 名塚佳織、木内秀信         |
| 6    | 第十五至十七話     | 2012年11月22日 | 深井蒼、芙蕾雅・布蘭 愛蓮娜・皮普爾斯、Triton | RA301 Kyrie                | 本篇特製海報 1. 艾蕃卡及嬰兒蒼合照 2. 《幫助我們！班衣笛手！！》插繪 | 嶄新的深藍 第三、四部                                                      | 第十六話 宮本佳那子、大橋彩香 小見川千明、東山奈央（諾亞） |
| 7    | 第十八至二十話     | 2012年12月21日 | 圖魯斯、Canon                                 | 愛蓮娜・皮普爾斯           | 特製插畫卡 1. 班衣笛手&金髮女孩小隊 2. 瞪羚商會                      | 嶄新的深藍 第五、六部                                                      | 第十八話 本城雄太郎、大橋彩香 小見川千明                   |
| 8    | 第二十一至二十二話 | 2013年1月29日  |                                               |                            |                                                                      | 第8.5話／OVA「少女峰的花叢」                                               |                                                            |
| 9    | 第二十三至二十四話 | 2013年2月22日  |                                               |                            |                                                                      | 全卷收納BOX                                                                |                                                            |

## 相關書籍

### 漫畫
2012年1月26日，角川書店發行之「月刊少年Ace」展開同名漫畫之連載，由加藤雄一繪畫。另一方面， 「Newtype Ace」亦開始連載由不動亂描繪的外傳漫畫《艾蕾卡7 AO〜Save A Prayer〜》，故事圍繞著一位14歳少女尤娜．馬爾登。另外也有開始進行四格漫畫衍生漫畫的連載。
艾蕾卡7 AO
| 冊數 | 角川書店       | 角川書店               | 台灣角川       | 台灣角川               |
| 冊數 | 發售日         | ISBN                   | 發售日         | ISBN                   |
| ---- | -------------- | ---------------------- | -------------- | ---------------------- |
| 1    | 2012年4月26日  | ISBN 978-4-04-120282-1 | 2014年3月15日  | ISBN 978-986-325-878-0 |
| 2    | 2012年8月23日  | ISBN 978-4-04-120326-2 | 2014年5月15日  | ISBN 978-986-325-959-6 |
| 3    | 2013年1月24日  | ISBN 978-4-04-120579-2 | 2014年11月14日 | ISBN 978-986-366-246-4 |
| 4    | 2013年5月22日  | ISBN 978-4-04-120698-0 | 2015年5月15日  | ISBN 978-986-366-494-9 |
| 5    | 2013年10月26日 | ISBN 978-4-04-120871-7 | 2015年10月22日 | ISBN 978-986-366-760-5 |

艾蕾卡7 AO〜Save A Prayer〜
| 冊數 | 角川書店      | 角川書店               |
| 冊數 | 發售日        | ISBN                   |
| ---- | ------------- | ---------------------- |
| 1    | 2012年7月7日  | ISBN 978-4-04-120281-4 |
| 2    | 2012年12月6日 | ISBN 978-4-04-120483-2 |

艾蕾卡7 nAnO
| 冊數 | 角川書店      | 角川書店               |
| 冊數 | 發售日        | ISBN                   |
| ---- | ------------- | ---------------------- |
| 全   | 2013年1月26日 | ISBN 978-4-04-120609-6 |

### 資料集
艾蕾卡7 AO FIRST EDITION
- 2012年8月10日發售、ISBN 978-4-77-831327-2（太田出版）

EUREKA SEVEN AO OFFICIAL COMPLETE FILE
- 2013年1月25日發售、ISBN 978-4-04-110327-2（角川書店）

## 衍生媒體

### 混合影碟
2012年7月，官方公佈將與南夢宮萬代合作，發行包含新作映像和PS3遊戲的Blu-ray影碟。商品命名為《交響詩篇AO -少女峰的花叢- GAME&OVA Hybrid Disc》。OVA內容發生在第八話和第九話之間，描述班衣笛手小隊參與一次電視節目訪問，但因為取材並不包含日常戰鬥而決定離場抗議的故事。有關映像於PS3主機以外的裝置仍可以單獨地被讀取。
遊戲則另外命名為《交響詩篇AO ATTACK LEGEND》為3D製作的射擊格鬥遊戲。歷代於交響詩篇系列登場的機體，均可投入獨立的「情節模式」、容許兩代同場混戰的「任務模式」、以及自由組合的「挑戰模式」。

### 角子機
2016年12月，官方推出以本作為主題的角子機，並配以分為五部分之最終章動畫作宣傳，描述蒼在進入時空縫隙後觀測過去夥伴如何生活的故事。

## 外部連結
- 動畫官方網站（页面存档备份，存于）
- MBS官方網站 （页面存档备份，存于）
- 交響詩篇AO的X（前Twitter）
- 豆瓣电影上《交響詩篇AO》的資料 （简体中文）
- 豆瓣电影上《交響詩篇AO 少女峰的花叢》的資料 （简体中文）
- 豆瓣电影上《交響詩篇AO 最終章》的資料 （简体中文）